# Thomas Reis
Thomas Reis (Wertheim, Alemania Occidental, 4 de octubre de 1973) es un exfutbolista y entrenador alemán. Actualmente es entrenador del Samsunspor de la Superliga de Turquía.
Como futbolista, se desempeñó de defensor y jugó 8 temporadas de la Bundesliga; pasó toda su carrera en Alemania. A nivel de selecciones, fue internacional con la selección sub-21 de Alemania.

## Clubes y estadísticas

### Como jugador
| Club                           | Div.          | Temporada     | Liga  | Liga  | Copas nacionales | Copas nacionales | Copas internacionales | Copas internacionales | Total | Total |
| Club                           | Div.          | Temporada     | Part. | Goles | Part.            | Goles            | Part.                 | Goles                 | Part. | Goles |
| ------------------------------ | ------------- | ------------- | ----- | ----- | ---------------- | ---------------- | --------------------- | --------------------- | ----- | ----- |
| Eintracht Fráncfort · Alemania | 1.ª           | 1992-93       | 3     | 0     | 1                | 0                | 0                     | 0                     | 4     | 0     |
| Eintracht Fráncfort · Alemania | 1.ª           | 1993-94       | 9     | 1     | 0                | 0                | 1                     | 0                     | 10    | 1     |
| Eintracht Fráncfort · Alemania | 1.ª           | 1994-95       | 4     | 1     | 0                | 0                | 0                     | 0                     | 4     | 1     |
| Eintracht Fráncfort · Alemania | 1.ª           | 1995-96       | —     | —     | —                | —                | 1                     | 0                     | 1     | 0     |
| Eintracht Fráncfort · Alemania | Total club    | Total club    | 16    | 2     | 1                | 0                | 2                     | 0                     | 19    | 2     |
| VfL Bochum · Alemania          | 2.ª           | 1995-96       | 31    | 1     | 1                | 0                | —                     | —                     | 32    | 1     |
| VfL Bochum · Alemania          | 1.ª           | 1996-97       | 34    | 2     | 3                | 0                | —                     | —                     | 37    | 2     |
| VfL Bochum · Alemania          | 1.ª           | 1997-98       | 23    | 1     | 3                | 0                | 5                     | 1                     | 31    | 2     |
| VfL Bochum · Alemania          | 1.ª           | 1998-99       | 25    | 5     | 2                | 2                | —                     | —                     | 27    | 7     |
| VfL Bochum · Alemania          | 2.ª           | 1999-2000     | 18    | 0     | 4                | 0                | —                     | —                     | 22    | 0     |
| VfL Bochum · Alemania          | 1.ª           | 2000-01       | 12    | 3     | 0                | 0                | —                     | —                     | 12    | 3     |
| VfL Bochum · Alemania          | 2.ª           | 2001-02       | 15    | 3     | 1                | 0                | —                     | —                     | 16    | 3     |
| VfL Bochum · Alemania          | 1.ª           | 2002-03       | 18    | 1     | 4                | 1                | —                     | —                     | 22    | 2     |
| VfL Bochum · Alemania          | Total club    | Total club    | 176   | 16    | 18               | 3                | 5                     | 1                     | 199   | 20    |
| VfL Bochum II · Alemania       | 4.ª           | 2002-03       | 1     | 1     | —                | —                | —                     | —                     | 1     | 1     |
| VfL Bochum II · Alemania       | Total club    | Total club    | 1     | 1     | 0                | 0                | 0                     | 0                     | 1     | 1     |
| F. C. Augsburgo · Alemania     | 3.ª           | 2003-04       | 27    | 3     | —                | —                | —                     | —                     | 27    | 3     |
| F. C. Augsburgo · Alemania     | Total club    | Total club    | 27    | 3     | 0                | 0                | 0                     | 0                     | 27    | 3     |
| Eintracht Trier · Alemania     | 2.ª           | 2004-05       | 23    | 1     | 1                | 0                | —                     | —                     | 24    | 1     |
| Eintracht Trier · Alemania     | Total club    | Total club    | 23    | 1     | 1                | 0                | 0                     | 0                     | 24    | 1     |
| Waldhof Mannheim · Alemania    | 4.ª           | 2005-06       | 4     | 1     | —                | —                | —                     | —                     | 4     | 1     |
| Waldhof Mannheim · Alemania    | Total club    | Total club    | 4     | 1     | 0                | 0                | 0                     | 0                     | 4     | 1     |
| Total carrera                  | Total carrera | Total carrera | 247   | 24    | 20               | 3                | 7                     | 1                     | 274   | 28    |

### Como entrenador
| Equipo                      | Div.                | Temporada           | Liga | Liga | Liga | Liga | Liga |    | Copa | Copa | Copa | Copa |   | Internacional | Internacional | Internacional | Internacional | Internacional |   | Otros | Otros | Otros | Otros |    | Totales     | Totales | Totales | Totales | Totales | Totales | Totales | Totales |
| Equipo                      | Div.                | Temporada           | PD   | G    | E    | P    | Pos. | PD | G    | E    | P    | PD   | G | E             | P             | Pos.          | PD            | G             | E | P     | PD    | G     | E     | P  | Rendimiento | GF      | GC      | Dif.    |         |         |         |         |
| --------------------------- | ------------------- | ------------------- | ---- | ---- | ---- | ---- | ---- | -- | ---- | ---- | ---- | ---- | - | ------------- | ------------- | ------------- | ------------- | ------------- | - | ----- | ----- | ----- | ----- | -- | ----------- | ------- | ------- | ------- | ------- | ------- | ------- | ------- |
| VfL Bochum II · Alemania    | 5.ª                 | 2013-14             | 17   | 2    | 8    | 7    | 14.º | -  | -    | -    | -    | -    | - | -             | -             | -             | -             | -             | - | -     | 17    | 2     | 8     | 7  | 27.45%      | 14      | 18      | -4      |         |         |         |         |
| VfL Bochum II · Alemania    | 5.ª                 | 2014-15             | 18   | 4    | 4    | 10   | Inc. | -  | -    | -    | -    | -    | - | -             | -             | -             | -             | -             | - | -     | 18    | 4     | 4     | 10 | 29.63%      | 26      | 33      | -7      |         |         |         |         |
| VfL Bochum II · Alemania    | Total               | Total               | 35   | 6    | 12   | 17   | -    | -  | -    | -    | -    | -    | - | -             | -             | -             | -             | -             | - | -     | 35    | 6     | 12    | 17 | 28.57%      | 40      | 51      | -11     |         |         |         |         |
| VfL Bochum · Alemania       | 2.ª                 | 2019-20             | 29   | 11   | 11   | 7    | 8.º  | 1  | 0    | 0    | 1    | -    | - | -             | -             | -             | -             | -             | - | -     | 30    | 11    | 11    | 8  | 48.89%      | 46      | 41      | +5      |         |         |         |         |
| VfL Bochum · Alemania       | 2.ª                 | 2020-21             | 34   | 21   | 4    | 9    | 1.º  | 3  | 1    | 1    | 1    | -    | - | -             | -             | -             | -             | -             | - | -     | 37    | 22    | 5     | 10 | 63.96%      | 71      | 45      | +26     |         |         |         |         |
| VfL Bochum · Alemania       | 1.ª                 | 2021-22             | 34   | 12   | 6    | 16   | 13.º | 4  | 2    | 1    | 1    | -    | - | -             | -             | -             | -             | -             | - | -     | 38    | 14    | 7     | 17 | 42.98%      | 46      | 59      | -13     |         |         |         |         |
| VfL Bochum · Alemania       | 1.ª                 | 2022-23             | 6    | 0    | 0    | 6    | Inc. | 1  | 1    | 0    | 0    | -    | - | -             | -             | -             | -             | -             | - | -     | 7     | 1     | 0     | 6  | 14.29%      | 7       | 18      | -11     |         |         |         |         |
| VfL Bochum · Alemania       | Total               | Total               | 103  | 44   | 21   | 38   | -    | 9  | 4    | 2    | 3    | -    | - | -             | -             | -             | -             | -             | - | -     | 112   | 48    | 23    | 41 | 49.71%      | 170     | 163     | +7      |         |         |         |         |
| F. C. Schalke 04 · Alemania | 1.ª                 | 2022-23             | 23   | 6    | 7    | 10   | 17.º | -  | -    | -    | -    | -    | - | -             | -             | -             | -             | -             | - | -     | 23    | 6     | 7     | 10 | 36.23%      | 24      | 45      | -21     |         |         |         |         |
| F. C. Schalke 04 · Alemania | 2.ª                 | 2023-24             | 7    | 2    | 1    | 4    | Inc. | 1  | 1    | 0    | 0    | -    | - | -             | -             | -             | -             | -             | - | -     | 8     | 3     | 1     | 4  | 41.67%      | 15      | 16      | -1      |         |         |         |         |
| F. C. Schalke 04 · Alemania | Total               | Total               | 30   | 8    | 8    | 14   | -    | 1  | 1    | 0    | 0    | -    | - | -             | -             | -             | -             | -             | - | -     | 31    | 9     | 8     | 14 | 37.63%      | 39      | 61      | -22     |         |         |         |         |
| Samsunspor Turquía          | 1.ª                 | 2024-25             | 36   | 19   | 7    | 10   | 3.º  | 2  | 0    | 1    | 1    | -    | - | -             | -             | -             | -             | -             | - | -     | 38    | 19    | 8     | 11 | 57.02%      | 57      | 45      | +12     |         |         |         |         |
| Samsunspor Turquía          | 1.ª                 | 2025-26             | 2    | 2    | 0    | 0    | -    | 0  | 0    | 0    | 0    | 0    | 0 | 0             | 0             | -             | -             | -             | - | -     | 2     | 2     | 0     | 0  | 100%        | 3       | 1       | +2      |         |         |         |         |
| Samsunspor Turquía          | Total               | Total               | 38   | 21   | 7    | 10   | -    | 2  | 0    | 1    | 1    | 0    | 0 | 0             | 0             | -             | -             | -             | - | -     | 40    | 21    | 8     | 11 | 59.17%      | 60      | 46      | +14     |         |         |         |         |
| Total en su carrera         | Total en su carrera | Total en su carrera | 206  | 79   | 48   | 79   | -    | 12 | 5    | 3    | 4    | 0    | 0 | 0             | 0             | -             | -             | -             | - | -     | 218   | 84    | 51    | 83 | 46.33%      | 309     | 321     | -12     |         |         |         |         |
| 1. 2.                       |                     |                     |      |      |      |      |      |    |      |      |      |      |   |               |               |               |               |               |   |       |       |       |       |    |             |         |         |         |         |         |         |         |

#### Resumen por competiciones
| Competición            | Partidos | Ganados | Empatados | Perdidos | %      |
| ---------------------- | -------- | ------- | --------- | -------- | ------ |
| Regionalliga West      | 35       | 6       | 12        | 17       | 28.57% |
| 2. Bundesliga          | 70       | 34      | 16        | 20       | 56.19% |
| Bundesliga             | 63       | 18      | 13        | 32       | 35.45% |
| Copa de Alemania       | 10       | 5       | 2         | 3        | 56.67% |
| Superliga de Turquía   | 38       | 21      | 7         | 10       | 61.4%  |
| Copa de Turquía        | 2        | 0       | 1         | 1        | 16.67% |
| Liga Europa de la UEFA | 0        | 0       | 0         | 0        | 0%     |
| Total                  | 218      | 84      | 51        | 83       | 46.33% |

## Palmarés

### Como jugador

#### Títulos nacionales
| Título        | Club       | País     | Año  |
| ------------- | ---------- | -------- | ---- |
| 2. Bundesliga | VfL Bochum | Alemania | 1996 |

### Como entrenador

#### Títulos nacionales
| Título        | Club       | País     | Año  |
| ------------- | ---------- | -------- | ---- |
| 2. Bundesliga | VfL Bochum | Alemania | 2021 |